# Breconshire Brewery
Breconshire Brewery Ltd, är ett bryggeri i Brecon, Wales, Storbritannien. Det producerar real ale och invigdes 2002. 

## Exempel på varumärken
- Brecon County Ale
- Red Dragon
- Ramblers Ruin